# Epiphragma insperatum
Epiphragma insperatum är en tvåvingeart som beskrevs av Alexander 1960. Epiphragma insperatum ingår i släktet Epiphragma och familjen småharkrankar. Inga underarter finns listade i Catalogue of Life.